# Alfred Agostinelli
Alfred Agostinelli (Mònaco, 11 d'octubre de 1888 - Antibes, 30 de maig de 1914), fou el secretari de Marcel Proust i un dels models del personatge d'Albertine a A la recerca del temps perdut.

## La relació amb Proust
La primera trobada entra Proust i Agostinelli té lloc l'agost de 1907 a Cabourg. Agostinelli és xofer de taxi, i portarà Proust visitar la Normandia durant l'estiu, així com l'estiu següent.
L'any 1913, els dos homes es retroben. Agostinelli ha perdut la seva feina, i sol·licita a Proust ser el seu xofer. Com que l'escriptor ja tenia xofer, en la persona d'Odilon Albaret, el marit de Celeste, proposa com a alternativa al jove de ser el seu secretari i li fa dactilografiar els seus manuscrits. Agostinelli i la seva companya, Anna Square, s'estableixen aleshores a casa de Proust.
Els sentiments que experimenta Proust per al seu secretari no semblen correspostos, i Agostinelli s'escapoleix a Mònaco, a casa del seu pare, el desembre de 1913. L'escriptor envia el seu amic (i conseller financer) Albert Nahmias per fer-li dir que està disposat a pagar el que calgui perquè torni. La transacció no va reeixir. Sabent la passió d'Alfred per l'aviació, Proust decideix comprar-li un aeroplà, sobre el qual fa gravar els versos d'un sonet d'Stéphane Mallarmé: "Le vierge, le vivace et le bel aujourd'hui..." (El verge, vivaç i bell avui...). I és precisament en avió, el 30 de maig de 1914, que Agostinelli s'estavella durant el seu segon vol independent, a Antibes. La tristesa de Proust trasllueix en les seves cartes, i posteriorment en la seva obra - escriurà per exemple al seu amic Henry Bordeaux: «un ésser que estimava profundament ha mort a 26 anys, ofegat».

## Recreacions literàries
- Adloff, Jean. Lettres de Marcel Swann à Marcel Proust (en francès).  Édilivre, 2016. ISBN 9782334022064 [Consulta: 16 octubre 2018].[5]